# عملیات پاستوریوس
عملیات پاستوریوس (به آلمانی: Operation Pastorius) یک طرح اطلاعاتی ناکام آلمان برای خرابکاری در ایالات متحده آمریکا در جریان جنگ جهانی دوم بود. این عملیات در ژوئن ۱۹۴۲ انجام و هدف از آن هدف قرار دادن اهداف اقتصادی استراتژیک آمریکا بود. دریابد ویلهلم کاناریس، رئیس آبور آلمان، عملیات را به افتخار فرانسیس دانیل پاستوریوس، رهبر اولین سکونتگاه سازمان‌یافته آلمانی‌ها در آمریکا عملیات پاستوریوس نامید.

## شرح عملیات
در 25 می سال 1942 دو زیر دریایی آلمان نازی رهسپار ایالات متحده شدند. مقصد آنها لانگ آیلند و خلیج درا پونته در فلوریدا بود. هر زیردریایی شامل 4 آلمانی می‌شد. هدف عملیات تخریب مراکز و زیرساخت های اقتصادی ایالات متحده بود. دو نفر از 8 نفر آلمانی که قصد خرابکاری را داشتند، شهروندان آمریکایی تبار محسوب می‌شدند. آنها مواد منفجره و 175 هزاردلار دلار آمریکا در دست داشتند.
دو نفر از مامور ها یعنی بورگر و جورج جان داچ تصمیم گرفتند به محض رسیدن به خاک ایالات متحده از ماموریت خارج شوند. جورج جان داچ خودش را به FBI معرفی کرد و مورد بازپرسی قرار گرفت. در جلسه بازپرسی او 84 هزار دلار پولی که همراهش بود را روی میز پرتاب کرد تا صحبت هایش جدی تلقی شوند.
در دو هفته بعد تمامی مامور های عملیات دستگیر و مورد محاکمه قرار گرفتند. تمام 8 مامور از جمله بورگر و داچ به مرگ با صندلی برقی محکوم شدند، هر چند که با دخالت رئیس جمهور وقت آمریکا، رئیس جمهور روزولت، داچ و بورگر به 30 سال زندان محکوم شدند.
پس از پایان جنگ داچ و بورگر بخشیده شدند اما به شرطی که برای همیشه به آلمان بازگردند. 

## نگارخانه

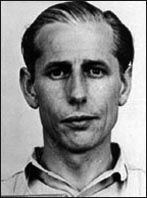
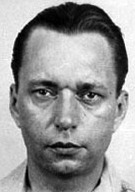
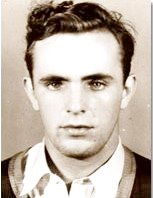
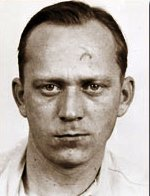
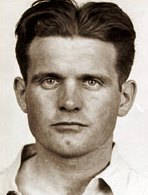
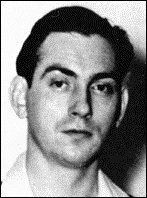
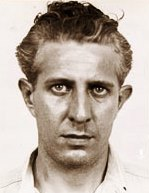
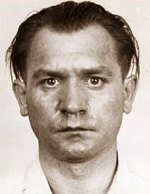